# Copris spinator
Copris spinator là một loài bọ cánh cứng trong họ Bọ hung (Scarabaeidae).